# Caro Dance

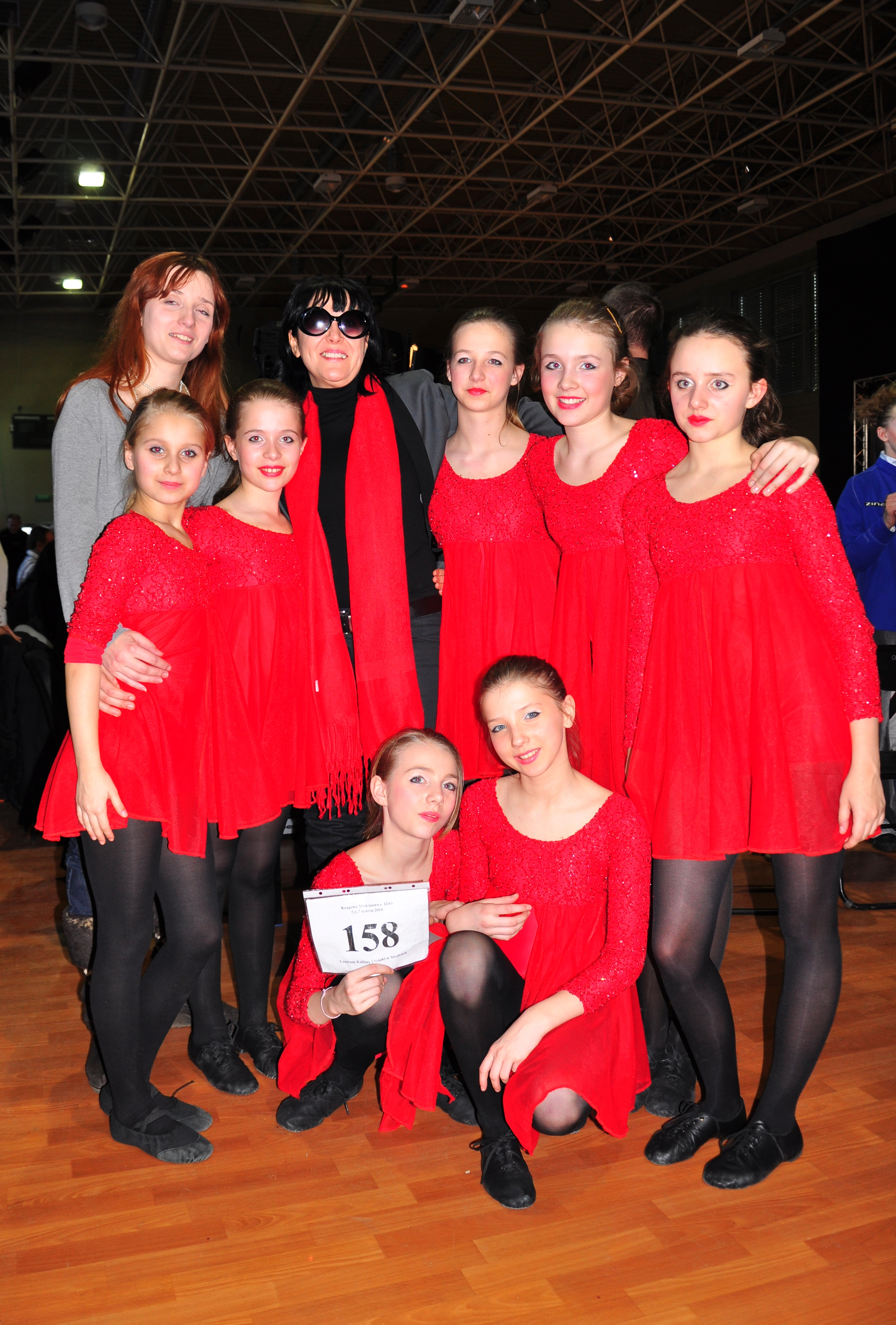
Eine Junioren-Tanzformation bei den polnischen Modern Dance-Meisterschaften im Frühjahr 2010 in Siedlce. Hinten links die Trainerin Joanna Piotrowicz, rechts daneben (mit Sonnenbrille) die Choreographin und Schulgründerin Iwona Orzełowska

Caro Dance ist die bekannteste Schule zeitgenössischen Tanzes in Polen. Unter dem Namen treten auch verschiedene von der Schule gestellte Formationen auf nationalen sowie internationalen Wettbewerben auf.
Bei Caro Dance werden Disco Dance, Hip-Hop, Shop Dance, Disco Show, Tap Dance, Jazz Dance, Show Dance, Modern Dance und Disco Freestyle unterrichtet und getanzt. Die Schule hat ihren Sitz in Siedlce und betreibt zwei Ableger in Warschau (in den Stadtteilen Chomiczówka und Ursynów). Sie ist Mitglied der International Dance Organization (IDO) und der Dance and Child International (DaCI).
Die Schule gibt es seit den späten 1980er Jahren, sie stellt seit vielen Jahren die international erfolgreichsten Tanzformationen Polens. So gewannen im Jahr 2007 verschiedene Formationen von Caro-Dance 32 polnische Meistertitel, fünf europäische Dance Show-Meistertitel (in Belgrad, Serbien) und sieben Jazz Dance- und Modern Dance-Meistertitel beim World Championships - World Cup, im Juli 2007 in New York. Bei den IDO World Ballet- and Modern Championships and Jazz Cups 2009 in Niagara Falls (Ontario) gewann ein Absolvent von Caro-Dance, Jakub Mędrzycki die meisten Medaillen aller Tänzer: acht Goldmedaillen in Tanzkategorien beim Modern Dance und Jazz Dance. Bei der Show Dance-Weltmeisterschaft 2009 in der Erdgasarena in Riesa, an der rund 3.400 Tänzer aus 24 Nationen teilnahmen, gewannen Tanzformationen von Caro Dance in den Kategorien Duett und Gruppe je eine Goldmedaille. Im Solotanz der Senioren errang Teammitglied Jakub Męd die Silbermedaille und damit den Platz des Vizeweltmeisters. Auch schon bei früheren Weltmeisterschaften im Show Dance konnten Formationen von Caro Dance Titel erlangen.
Gründerin und Chefchoreographin ist Iwona Orzełowska, Trägerin eines Outstanding Choreographer Awards der IDO. Sie war die erfolgreichste Choreographin bei den Weltmeisterschaften in Niagara Falls.
Caro Dance hat viele heute in Polen bekannte Tänzer und Stars hervorgebracht. So ist Marcin Mroczek, der Gewinner des Eurovision Dance Contest aus dem Jahre 2008, ein Absolvent der Schule. Jarosław Zaniewicz und Bartosz Zyśk sind Tänzer am Polski Balet Narodowe (Polnisches Nationalballett). Beim polnischen Fernseh-Tanzwettbewerb „You Can Dance - Po prostu tańcz“, erreichten die Caro Dance-Absolventen Izabela Orzełowska, Eliza Kindziuk und Jakub Mędrzycki das Halbfinale. Auch bei der polnischen Fernsehshow „Mam talent“ traten Absolventen von Caro-Dance auf.